# Xylodon
Xylodon is een geslacht van schimmels dat tot de familie Schizoporaceae behoort. 

## Soorten
Volgens Index Fungorum telt het geslacht 107 soorten (peildatum september 2023), namelijk:
| Soortnaam                                    | Auteur(s)                                                        | Publicatiejaar |
| -------------------------------------------- | ---------------------------------------------------------------- | -------------- |
| Xylodon acystidiatus                         | Xue W. Wang & L.W. Zhou                                          | 2021           |
| Xylodon adhaerisporus                        | (Langer) Hjortstam & Ryvarden                                    | 2009           |
| Xylodon angustisporus                        | Viner & Ryvarden                                                 | 2021           |
| Xylodon anmashanensis                        | (Yurchenko, H.X. Xiong & Sheng H. Wu) Riebesehl, Yurch. & Langer | 2017           |
| Xylodon apacheriensis                        | (Gilb. & Canf.) Hjortstam & Ryvarden                             | 2009           |
| Xylodon asper                                | (Fr.) Hjortstam & Ryvarden                                       | 2009           |
| Xylodon astrocystidiatus                     | (Yurchenko & Sheng H. Wu) Riebesehl, Yurch. & Langer             | 2017           |
| Xylodon attenuatus                           | Spirin & Viner                                                   | 2018           |
| Xylodon australis                            | (Berk.) Hjortstam & Ryvarden                                     | 2007           |
| Xylodon bambusinus                           | C.L. Zhao & X. Ma                                                | 2021           |
| Xylodon bisporus                             | (Boidin & Gilles) Hjortstam & Ryvarden                           | 2009           |
| Xylodon borealis                             | (Kotir. & Saaren.) Hjortstam & Ryvarden                          | 2009           |
| Xylodon bresinskyi                           | (Langer) Hjortstam & Ryvarden                                    | 2009           |
| Xylodon brevisetus                           | (P. Karst.) Hjortstam & Ryvarden                                 | 2009           |
| Xylodon bubalinus                            | (Min Wang, Yuan Y. Chen & B.K. Cui) C.C. Chen & Sheng H. Wu      | 2018           |
| Xylodon candidissimus                        | (Berk. & M.A. Curtis) Hjortstam & Ryvarden                       | 2009           |
| Xylodon capitatus                            | (G. Cunn.) Hjortstam & Ryvarden                                  | 2009           |
| Xylodon chinensis                            | (C.C. Chen & Sheng H. Wu) C.C. Chen & Sheng H. Wu                | 2018           |
| Xylodon crassihyphus                         | (Douanla-Meli) Riebesehl & Langer                                | 2017           |
| Xylodon crassisporus                         | (Gresl. & Rajchenb.) Hjortstam & Ryvarden                        | 2009           |
| Xylodon crustosoglobosus                     | (Hallenb. & Hjortstam) Hjortstam & Ryvarden                      | 2009           |
| Xylodon crystalliger                         | Viner                                                            | 2018           |
| Xylodon cystidiatus                          | (A. David & Rajchenb.) Riebesehl & Langer                        | 2017           |
| Xylodon damansaraensis                       | Xue W. Wang & L.W. Zhou                                          | 2021           |
| Xylodon detriticus (Spatelharig elfendoekje) | (Bourdot) K.H. Larss., Viner & Spirin                            | 2018           |
| Xylodon dimiticus                            | (Jia J. Chen & L.W. Zhou) Riebesehl & Langer                     | 2017           |
| Xylodon dissiliens                           | Viner & Ryvarden                                                 | 2021           |
| Xylodon echinatus                            | (Yurchenko & Sheng H. Wu) Riebesehl, Yurch. & Langer             | 2017           |
| Xylodon erikssonii                           | (M. Galán & J.E. Wright) Riebesehl & Langer                      | 2019           |
| Xylodon exilis                               | Yurchenko, Riebesehl & Langer                                    | 2019           |
| Xylodon filicinus                            | Yurchenko & Riebesehl                                            | 2019           |
| Xylodon flaviporus (Abrikozenbuisjeszwam)    | (Berk. & M.A. Curtis ex Cooke) Riebesehl & Langer                | 2017           |
| Xylodon follis                               | Riebesehl, Yurchenko & Langer                                    | 2019           |
| Xylodon gamundiae                            | (Gresl. & Rajchenb.) Riebesehl & Langer                          | 2019           |
| Xylodon gossypinus                           | C.L. Zhao & K.Y. Luo                                             | 2021           |
| Xylodon gracilis                             | (Hjortstam & Ryvarden) Hjortstam & Ryvarden                      | 2009           |
| Xylodon hallenbergii                         | (Sheng H. Wu) Hjortstam & Ryvarden                               | 2009           |
| Xylodon hastifer                             | (Hjortstam & Ryvarden) Hjortstam & Ryvarden                      | 2009           |
| Xylodon heterocystidiatus                    | (H.X. Xiong, Y.C. Dai & Sheng H. Wu) Riebesehl, Yurch. & Langer  | 2017           |
| Xylodon hjortstamii                          | (Gresl. & Rajchenb.) Riebesehl & Langer                          | 2019           |
| Xylodon hyphodontinus                        | (Hjortstam & Ryvarden) Riebesehl, Yurchenko & G. Gruhn           | 2019           |
| Xylodon jacobaeus                            | J. Fernández-López, M. Dueñas, M.P. Martín & Telleria            | 2018           |
| Xylodon knysnanus                            | (Van der Byl) Hjortstam & Ryvarden                               | 2009           |
| Xylodon kunmingensis                         | L.W. Zhou & C.L. Zhao                                            | 2019           |
| Xylodon laceratus                            | C.L. Zhao                                                        | 2021           |
| Xylodon lagenicystidiatus                    | Xue W. Wang & L.W. Zhou                                          | 2021           |
| Xylodon laurentianus                         | J. Fernández-López, Telleria, M. Dueñas & M.P. Martín            | 2019           |
| Xylodon laxiusculus                          | Viner & Ryvarden                                                 | 2021           |
| Xylodon lutescens                            | (Hjortstam & Ryvarden) Hjortstam & Ryvarden                      | 2009           |
| Xylodon macrosporus                          | C.L. Zhao & K.Y. Luo                                             | 2021           |
| Xylodon magallanesii                         | Fernández-López, Telleria, M. Dueñas, M. Laguna & M.P. Martín    | 2020           |
| Xylodon magnificus                           | (Gresl. & Rajchenb.) K.H. Larss.                                 | 2018           |
| Xylodon mollissimus                          | (L.W. Zhou) C.C. Chen & Sheng H. Wu                              | 2018           |
| Xylodon montanus                             | C.L. Zhao                                                        | 2021           |
| Xylodon mussooriensis                        | Samita, Sanyal & Dhingra ex L.W. Zhou & T.W. May                 | 2021           |
| Xylodon nesporii                             | (Bres.) Hjortstam & Ryvarden                                     | 2009           |
| Xylodon nesporina                            | (Hallenb. & Hjortstam) Hjortstam & Ryvarden                      | 2009           |
| Xylodon niemelaei                            | (Sheng H. Wu) Hjortstam & Ryvarden                               | 2009           |
| Xylodon nongravis                            | (Lloyd) C.C. Chen & Sheng H. Wu                                  | 2018           |
| Xylodon nothofagi                            | (G. Cunn.) Hjortstam & Ryvarden                                  | 2009           |
| Xylodon novozelandicus                       | J. Fernández-López, Telleria, M. Dueñas & M.P. Martín            | 2019           |
| Xylodon nudisetus                            | (Warcup & P.H.B. Talbot) Hjortstam & Ryvarden                    | 2009           |
| Xylodon ovisporus                            | (Corner) Riebesehl & Langer                                      | 2017           |
| Xylodon papillosus                           | (Fr.) Riebesehl, Yurch. & Langer                                 | 2017           |
| Xylodon patagonicus                          | J. Fernández-López, Telleria, M. Dueñas & M.P. Martín            | 2019           |
| Xylodon pelliculae                           | (H. Furuk.) Riebesehl, Yurch. & Langer                           | 2017           |
| Xylodon poroideoefibulatus                   | (Sheng H. Wu) Hjortstam & Ryvarden                               | 2009           |
| Xylodon pruinosus                            | (Bres.) Spirin & Viner                                           | 2018           |
| Xylodon pruniaceus                           | (Hjortstam & Ryvarden) Hjortstam & Ryvarden                      | 2009           |
| Xylodon pseudolanatus                        | Nakasone, Yurchenko & Riebesehl                                  | 2019           |
| Xylodon pseudotropicus                       | (C.L. Zhao, B.K. Cui & Y.C. Dai) Riebesehl, Yurch. & Langer      | 2017           |
| Xylodon pumilius                             | (Gresl. & Rajchenb.) K.H. Larss.                                 | 2018           |
| Xylodon radula (Foptandzwam)                 | (Fr.) ?ura, Zmitr., Wasser & Spirin                              | 2011           |
| Xylodon raduloides                           | Riebesehl & Langer                                               | 2017           |
| Xylodon ramicida                             | Spirin & Miettinen                                               | 2015           |
| Xylodon reticulatus                          | (C.C. Chen & Sheng H. Wu) C.C. Chen & Sheng H. Wu                | 2018           |
| Xylodon rhizomorphus                         | (C.L. Zhao, B.K. Cui & Y.C. Dai) Riebesehl, Yurch. & Langer      | 2017           |
| Xylodon rhododendricola                      | Xue W. Wang & L.W. Zhou                                          | 2021           |
| Xylodon rickii                               | (Hjortstam & Ryvarden) K.H. Larss.                               | 2018           |
| Xylodon rimosissimus                         | (Peck) Hjortstam & Ryvarden                                      | 2009           |
| Xylodon rudis                                | (Hjortstam & Ryvarden) Hjortstam & Ryvarden                      | 2009           |
| Xylodon scopinellus                          | (Berk.) Hjortstam & Ryvarden                                     | 2009           |
| Xylodon septocystidiatus                     | (H.X. Xiong, Y.C. Dai & Sheng H. Wu) Riebesehl & Langer          | 2019           |
| Xylodon sinensis                             | C.L. Zhao & K.Y. Luo                                             | 2021           |
| Xylodon stratosus                            | (Hjortstam & Ryvarden) Hjortstam & Ryvarden                      | 2007           |
| Xylodon subclavatus                          | (Yurchenko, H.X. Xiong & Sheng H. Wu) Riebesehl, Yurch. & Langer | 2017           |
| Xylodon subflaviporus                        | C.C. Chen & Sheng H. Wu                                          | 2018           |
| Xylodon subglobosus                          | Samita, Sanyal & Dhingra ex L.W. Zhou & T.W. May                 | 2021           |
| Xylodon submucronatus                        | (Hjortstam & Renvall) Hjortstam & Ryvarden                       | 2009           |
| Xylodon subscopinellus                       | (G. Cunn.) Hjortstam & Ryvarden                                  | 2009           |
| Xylodon subserpentiformis                    | Xue W. Wang & L.W. Zhou                                          | 2021           |
| Xylodon subtropicus                          | (C.C. Chen & Sheng H. Wu) C.C. Chen & Sheng H. Wu                | 2018           |
| Xylodon syringae                             | (Langer) Hjortstam & Ryvarden                                    | 2009           |
| Xylodon taiwanianus                          | (Sheng H. Wu) Hjortstam & Ryvarden                               | 2009           |
| Xylodon tenellus                             | Hjortstam & Ryvarden                                             | 2007           |
| Xylodon tenuicystidius                       | (Hjortstam & Ryvarden) Hjortstam & Ryvarden                      | 2009           |
| Xylodon trametoides                          | (Núñez) Riebesehl & Langer                                       | 2017           |
| Xylodon tropicus                             | C.L. Zhao                                                        | 2021           |
| Xylodon tuberculatus                         | (Kotir. & Saaren.) Hjortstam & Ryvarden                          | 2009           |
| Xylodon ussuriensis                          | Viner                                                            | 2018           |
| Xylodon verecundus                           | (G. Cunn.) Yurchenko & Riebesehl                                 | 2019           |
| Xylodon verruculosus                         | (J. Erikss. & Hjortstam) Hjortstam & Ryvarden                    | 2009           |
| Xylodon vesiculosus                          | Yurchenko, Nakasone & Riebesehl                                  | 2019           |
| Xylodon victoriensis                         | Xue W. Wang & L.W. Zhou                                          | 2021           |
| Xylodon xinpingensis                         | C.L. Zhao & X. Ma                                                | 2021           |
| Xylodon yarraensis                           | Xue W. Wang & L.W. Zhou                                          | 2021           |
| Xylodon yunnanensis                          | Xue W. Wang & L.W. Zhou                                          | 2021           |